# Charles Malo
Pour les articles homonymes, voir Malo.
Charles Adolphe Malo, né le 29 juillet 1835 à Boulogne-sur-Mer et mort le 4 décembre 1914 à Toulouse, est un chef d’orchestre et compositeur français.

## Biographie
Malo commence son éducation artistique à l’école de musique de Boulogne-sur-Mer. Puis il vient à Paris. Il travaille le violon avec Delphin Alard.
Il voyage pendant deux ans comme chef d’orchestre de la troupe qu’Eugène Déjazet dirige en province. Il remplit les mêmes fonctions au théâtre du Gymnase de Marseille en 1859. Il remplit les mêmes fonctions à Paris, au théâtre Déjazet, en 1862. Il entre en la même qualité, en 1869, au café-concert de l’Eldorado. Il ne l’a pas quitté depuis.
Pendant vingt années, il dirige l’orchestre de l’Eldorado. Il est composé alors d’une sélection d’artistes. Ils deviennent plus tard des solistes réputés de l’Opéra : Pénable, Lachanaud, Reine, Letellier, etc..
Il étudie l’harmonie avec Ferdinando Carulli. Il écrit près de 200 romances, chansons ou scènes dramatiques. La plupart sont exécutées dans les cafés-concerts. Il écrit, en 1871, plusieurs chansons patriotiques. La divette Amiati les popularise, à l’ancien Eldorado.
C’est un neveu d’Hervé.

## Compositions (sélection)

### Opérettes
- Les Jumeaux de Paimpol, opérette en 1 acte, livret de Péricaud & Delormel, Paris, Feuchot, 1879, partition par International Music Score Library Project.
- Robert Macaire et Bertrand en voyage, opérette en 1 acte, livret d’Auguste Jouhaud, Paris, Tresse, 1880.
- Comédie à Compiègne, opéra comique en 1 acte, livret d’Édouard Noël, Henri Malo, créé à Biarritz, septembre 1902, partition par International Music Score Library Project.

### Autres œuvres
- Une tombe dans les blés, chanson, paroles de Villemer & Delormel, 1872, page de titre sur dutempsdescerisesauxfeuillesmortes.net
- Tu ne m’aimais pas ! : romance (paroles de Léon Laroche), Paris, L. Bathlot, 1875, 6 p. (lire en ligne sur Gallica).
- À travers les rideaux : chansonnette (Paroles de Péricaud), Paris, L. Bathlot, 1879, 2 p. (lire en ligne sur Gallica).